# 자동차안전연구원
자동차안전연구원(自動車安全硏究院)(KATRI)은 자동차성능시험 업무를 비롯한 다양한 사업을 통해 대한민국 자동차 산업의 발전을 도모하기 위해 설립된 대한민국 국토교통부 산하 한국교통안전공단 부설의 자동차안전 연구기관이다. 경기도 화성시 송산면 삼존로 200에 위치하고 있다.

## 연혁
- 1987년 5월 15일 교통안전진흥공단 자동차성능시험연구소 설립
- 1995년 4월 5일 교통안전공단 자동차성능시험연구소로 개편
- 2011년 11월 12일 교통안전공단 자동차안전연구원으로 개편[3]

## 조직

### 자동차안전연구원장
- 연구기획실
- 결함조사실
- 연구개발실
- 자율주행실
- 안전기준국제화센터
- 자동차안전하자심의위원회사무국

## 같이 보기
- 현대자동차그룹